# Torlit de l'Índia
El torlit de l'Índia (Burhinus indicus) és una espècie d'ocell de la família dels burrínids (Burhinidae) sovint considerat una subespècie del torlit comú. Habita estepes pedregoses o sorrenques de l'Índia, Sri Lanka i Indoxina.